# Eressa javanica
Eressa javanica là một loài bướm đêm thuộc phân họ Arctiinae, họ Erebidae.